# 정한설
정한설(1995년 1월 28일 ~)은 골드메달리스트 소속이자 배우이다.

## 학력
- 영훈고등학교 (졸업)
- 한국예술종합학교 연극원 연기과 예술사

## 출연작

### 드라마
- 2025년 KBS 킥킥킥킥 - 노인성 역
- 2023년 SBS 낭만닥터 김사부 3 -  조성윤 역
- 2023년 tvN 일타 스캔들 - 배형사 역
- 2022년 디즈니+ 3인칭 복수 - 최은혁 역

### 영화
- 2021년 코믹드라마 쇼미더고스트 - 단역 - 연습실 그림자 귀신 역